# Изай Билюкович
Изай Билюкович (? — после 1193 года) — половецкий хан бурчевичей.

## Биография
В 1183 году вместе с другими ханами потерпел поражение от русских князей в битве на Орели и попал в плен.
В 1193 году участвовал в мирных переговорах на Днепре. Приехал по приглашению Святослава киевского вместе с Осолуком, но отказался переходить Днепр (князья и лукоморские половцы ждали их у Канева), тем самым сорвав заключение мира.